# Glen Dell
Glen Dell (Johannesburg, 9 april 1962 – aldaar, 12 oktober 2013) was een Zuid-Afrikaans piloot die deelnam aan de Red Bull Air Race World Series.
Zijn vader was een piloot in de Tweede Wereldoorlog. Dell behaalde zijn private pilot licence in 1979. Vervolgens ging hij helikopters vliegen bij de South African Air Force. Nadat hij zijn Commercial Pilot Licence had behaald, werd hij aangenomen bij South African Airways, waar hij Senior Training Captain was.
Dell begon in 1985 met racevliegen en won het nationale vliegkampioenschap twaalf keer. Hij nam vanaf 1994 deel aan het wereldkampioenschap luchtacrobatiek en werd hierin in 2004 kampioen. Vanaf 2008 nam hij ook deel aan de Red Bull Air Race.
Op 12 oktober 2013 verongelukte Dell tijdens een vliegshow in Secunda in Mpumalanga en overleed hij aan zijn verwondingen in het Sunninghill Hospital in Johannesburg.